# Happy End (2003)
Happy End (Nowhere to Go But Up) ist eine US-amerikanisch-französisch-deutsche Filmkomödie von Amos Kollek aus dem Jahr 2003.

## Handlung
Die 23-jährige Französin Val Chipzik hat viele Träume. Sie reist nach New York City, um Schauspielerin zu werden. Dort erledigt sie Aushilfsjobs und schläft im Vorgarten des Drehbuchautors Jack. Mit dem verdienten Geld bezahlt sie ihre Weiterbildung im Traumberuf.
Jack ist anfangs von Val genervt, dann bringt sie ihn auf die Idee eines erfolgversprechenden Drehbuchs. Jack verliebt sich in sie und fordert von den Filmleuten, die nach seinem Drehbuch drehen wollen, dass er die zu besetzende Hauptdarstellerin mitbestimmen darf.

## Kritiken
Die Zeitschrift prisma schrieb, der Film sei eine „leichte Komödie“ und unterscheide sich somit von den anderen Filmen von Amos Kollek. Die „märchenhafte Geschichte“ sei von dem Charakter der Holly Golightly aus dem Film Frühstück bei Tiffany inspiriert.
Die Zeitschrift TV Spielfilm schrieb, der Film sei ein „versponnen-frivoles Märchen mit originellen Menschen“, typisch für den Regisseur. Die Handlung wirke „ganz schön aufgesetzt“.

## Hintergrund
Der Film wurde in New York City gedreht.